# 沙拉 (瓦萊州)
沙拉是瑞士的城鎮，位於該國南部，由瓦萊州負責管轄，面積7.61平方公里，海拔高度461米，2011年人口1,523，八成人口信奉羅馬天主教，人口密度每平方公里200人。

## 外部連結
- Official website Archive.today的存檔，存档日期2009-09-01 （法文）